# Chirosia flavipennis
Chirosia flavipennis este o specie de muște din genul Chirosia, familia Anthomyiidae. A fost descrisă pentru prima dată de Fallen în anul 1823. Conform Catalogue of Life specia Chirosia flavipennis nu are subspecii cunoscute.